# 亞歷山大·澤倫斯基
亚历山大·谢苗诺维奇·泽连斯基（羅馬化：Oleksandr Semenovych Zelenskyi；1947年12月23日—），乌克兰采矿科学家和数学家、专门研究地质和测量支持的自动化。他也是一名教授和技术科学博士。泽连斯基自1995年起担任克里維里赫州立大学控制论和计算硬件系主任。他的儿子弗拉基米尔·泽连斯基目前担任乌克兰第六任总统。

## 早年生活及家庭
亚历山大·泽连斯基于1947年12月23日出生于苏联乌克兰克里維里赫的一個犹太家庭。他的父亲謝苗·澤連斯基于二战期间在红军第57近卫摩托化步兵師服役。謝苗的父亲和他的三个兄弟被納粹德國處決。他與蕾玛·泽连斯卡娅（生於1950年9月16日）結婚並育有一名兒子——弗拉基米尔·泽连斯基（1978年出生；現任烏克蘭總統）。

## 学术生涯
亚历山大·澤連斯基于1972年在克里維里赫州立大学获得电气工程学士学位。1983年，在莫斯科国立矿业大学进行了论文答辩，题为“ICS采石场铁矿石储量的自动计算”。奧歷山大自1995年至今担任克里維里赫州立大学控制论和计算硬件系主任，他始终将他的科学工作付诸实践。他控制論學研究為俄蒙合資的额尔登特公司创建了自动化采矿管理系统，该公司也是世界上開采铜钼矿床最多的企業之一。奧歷山大在这家工厂工作了20多年。